# جوزف ال. داب
جوزف ال. داب (انگلیسی: Joseph L. Doob; ۲۷ فوریهٔ ۱۹۱۰ – ۷ ژوئن ۲۰۰۴) دانشمند در زمینه نظریه احتمالات اهل ایالات متحده آمریکا بود.
وی همچنین برندهٔ جوایزی همچون نشان ملی علوم و جایزه لروی استیل شده‌است.